# Großer Stadtbrand (Görlitz)

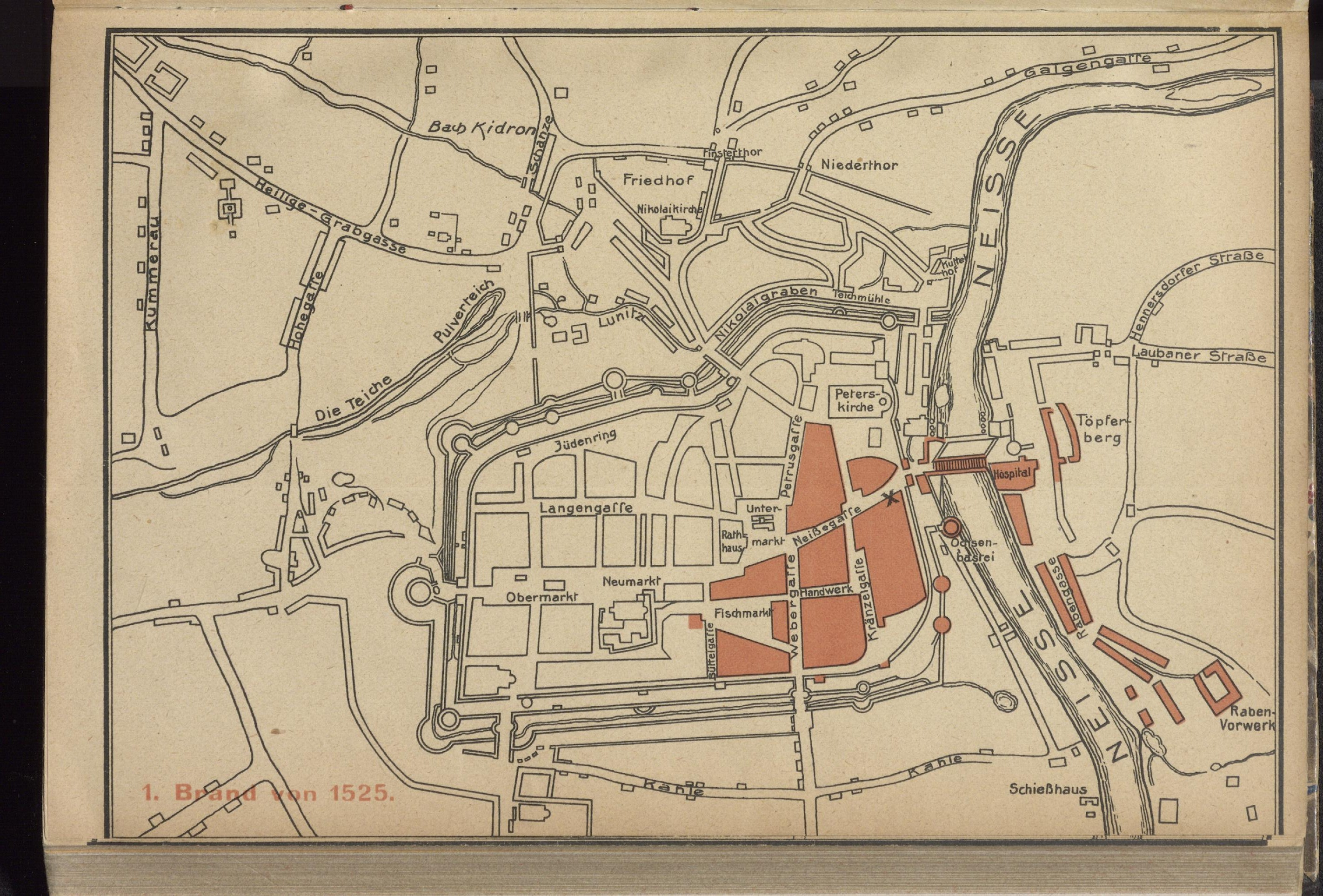
Abbildung des Brandes im Neuen Lausitzischen Magazin 93 (1917). Das Kreuz markiert die Ausbruchsstelle des Feuers, die roten Flächen die abgebrannten Gebäude.

Der große Stadtbrand in Görlitz geschah in der Nacht vom 12. auf den 13. Juni 1525. Er brach um 7 Uhr Abends bei einem Bäcker in der Neißgasse (Neißstraße) aus. Es verbrannten 180 Häuser, was knapp einem ‚Drittel der Bebauung‘ entsprach.
Darunter waren 24 Bierhöfe, 76 Tuchmacher-, 23 Gerber- und 8 Schneiderhäuser‘. Besonders betroffen gewesen ist der Untermarkt bzw. (auch) Fisch- und Heringsmarkt, Neiß-, Bäcker-, Raben- und Krischelgasse, Neißtor und -brücke. Nach den Aufzeichnungen des Chronisten Johannes Hass sprangen einige Frauen aus dem Fenster, wodurch sie ‚lange kranck gelegen‘ und traumatisiert wurden (‚von dem erschrecken vahst jrre wurden‘). Hans Hockener, der Sohn des vormaligen Bürgermeisters Simon Hockeners, versteckte sich mit seinen vielen Kindern vor dem Feuer offenbar im Keller seines Hauses, wo sie erstickten (‚das er mit etzlichen kindern jm brande jn kellir geloffen vnd aldo erstickt ist’). Auch der Bäcker mit seinen vielen Kindern fiel dem Brand offenbar zum Opfer (‚ist der becke mit etzlichen kindern vorbrant’). Ansonsten hat der Brand wohl nicht viele weitere Menschenleben gefordert (‚Wenig namhafftiger besessener burger und leute sein im brant vordorben‘).
Da vor diesem Tag die Spannungen zwischen Rat und Bürger einen Höhepunkt erreicht hatten und es sogar Gerüchte um einen Aufstand der Tuchmacher gab, spotteten die Bürger größtenteils über den Rat, der auf einmal ihre Hilfe benötigte. Als aber die Peterskirche drohte zu verbrennen, halfen sie mit. Die Anfeindungen beruhigten sich durch den Brand für zumindest zwei Jahre bis tatsächlich ein Aufstand der Tuchmacher stattfand. Es stand auch der Turm des Rathauses in Flammen. Es gelang, ihn zu löschen, trotzdem „stürzte das Türmchen damals herab“. Der Brand bzw. seine Zerstörung läutete eine besonders durch den Stadtbaumeister Wendel Roskopf geprägte Ära ein.